# Pojoaque
Pojoaque (/pəˈwɑːkiː/; tewa: P'osuwaege) és una concentració de població designada pel cens dels Estats Units a l'estat de Nou Mèxic. Forma part del comtat de Santa Fe (Nou Mèxic), com a part de l'Àrea Estadística Metropolitana de Santa Fe (Nou Mèxic). Segons el cens del 2000 tenia 1.261 habitants. Pojoaque i el Pueblo Pojoaque són comunitats veïnes. El Pueblo Pojoaque és una reserva índia dels amerindis tewes, i la vila de Pojoaque són una col·lecció de comunitats vora del Pueblo amb gent de diversos orígens ètnics.

## Demografia
Segons el cens de 2000, hi havia 1.261 habitants, 493 cases, i 332 famílies que residien al CDP. La densitat de població era 169,1 habitants per kilòmetre quadrat). La composició etnoracial del CDP era 52,10% blancs, 0,56% afroamericà, 17,37% amerindis, 26,57% d'altres races, i 3,41% de dues o més races. Hispans o llatins de qualsevol raça eren el 62,17% de la població.
Els Pojoaque o p'o-suwae-ge ("lloc per a beure aigua") són una tribu ameríndia de cultura pueblo i de llengua tewa (grup kiowa-tano). La seva llengua tenia uns 10 parlants el 1967. Segons dades de la BIA del 1995, hi havia 162 apuntats al rol tribal, però segons el cens dels EUA del 2000 hi havia enregistrats 243 individus.

## Història
El Pueblo Pojoaque és un dels sis pueblos de parla tewa al llarg del riu Grande, i membre dels Vuit Pueblos del Nord. El pueblo fou creat pels voltants del 500, assolint el màxim de població en els segles XV i XVI.
Al començament del segle xvii s'hi va fundar la primera missió espanyola de San Francisco de Pojoaque. Durant la revolta pueblo de 1680 Pojoaque fou abandonat i no s'hi van reassentar fins al 1706. Una expedició de 1712 va informar que la població era de 79 individus. El 1900 una forta epidèmia de verola provocà que el pueblo fos abandonat novament el 1912. En 1934 el pueblo Pojoaque fou reocupat i en 1936 fou reconegut federalment com a reserva índia.
El Pueblo Pojoaque té la distinció de tenir la primera dona governadora de totes les 19 tribus Pueblo. Elizabeth (Betty) Duran va ser elegida per a un mandat d'un any, el gener de 1974.